# Майк Хоторн
Джон Майкъл Хоторн (на английски: John Michael Hawthorn) е пилот от Формула 1. Роден е на 10 април 1929 година в Мексбъроу, Йоркшър, Англия.

## Формула 1
Започва своята кариера на пилот във Формула 1 на 22 юни 1952 г. в състезанието за Голямата награда на Белгия с болид „Купър T20“. През 1958 година става световен шампион във Формула 1 само с една победа и с една точка преднина пред Стърлинг Мос, който остава втори, въпреки че има четири победи през сезона.
След края на шампионата се отказва от активна състезателна дейност.

## 24-те часа на Льо Ман
През 1955 година печели 24-те часа на Льо Ман.

## Личен живот
Загива на 29 години в автомобилна катастрофа със своя Ягуар, на 22 януари 1959 година, близо до Гилфърд, Англия.